# Terra Formars
Terra Formars (テラフォーマーズ lit. Terraformadores?) es un manga serializado en la revista semanal Young Jump de la editorial Shūeisha. Escrito por Yū Sasuga e ilustrado por Kenichi Tachibana, comenzó a serializarse el 13 de enero de 2011 en la revista bimestral Miracle Jump, donde se publicaron los seis primeros capítulos; un año después, siguió publicándose en la Weekly Young Jump. En 2013 fue elegido el mejor manga para chicos en la edición de Takarajimasha de Kono Manga ga Sugoi!.

## Argumento
La serie puede dividirse en dos arcos centrales que son:
- El viaje del Bugs II a Marte. Capítulos del 1 al 8.
- La misión del Annex I. Capítulos 9 en adelante.

Esto se debe a que inicialmente el autor pensó que solo haría el primer arco, pero debido a la gran aceptación que tuvo, continuo la historia con el siguiente arco argumental.[cita requerida]
Esta situación también hace que haya veces que se numere de forma distinta los capítulos del segundo arco, debido a que, por ejemplo el capítulo 11 de la serie, a veces es entendido como el número 11 de la serie, y otras veces como el 2 del segundo arco al entender el segundo arco como otro manga con una vaga relación con el primero.[cita requerida]

### Argumento del primerarco
Una expedición de la U-NASA llamada BUGS II se dirige a Marte debido al percance que hubo al perder la comunicación con la nave BUGS I que inicialmente era la encargada de revisar la terraformación de Marte llevada a cabo por los humanos 500 años atrás.
Cuando llegan al planeta se encuentran con las cucarachas (junto al musgo los únicos seres que habían enviado para la terraformación) muy evolucionados, teniendo apariencia humanoide de mayor tamaño que un humano medio, incluso más ágiles, fuertes y resistentes. Estas demuestran ser irracionalmente agresivas y atacan a los tripulantes de la misión.
Los misioneros, a quienes sus oficiales les habían sometido a una cirugía llamada procedimiento insecto por medio de la cual a los pacientes se les inserta ADN de insectos específicos en su sangre, intentan luchar contra las super-evolucionadas cucarachas.

### Argumento del segundoarco
En el segundo arco se nos presenta el mundo 20 años después del viaje del Bugs II a Marte, donde ahora hay una enfermedad en la Tierra de la cual no se sabe casi nada y se necesita ir a Marte pues se cree que allí está la naturaleza del virus.
Para llevar a cabo el plan se pone en marcha la misión del Annex I, donde se enviarán a 100 humanos entrenados y con la nueva cirugía mejorada del procedimiento insecto que esta vez se llama metamorfosis sintética, la cual mejora mucho más la capacidad de lucha de los humanos contra las super-evolucionadas cucarachas al incluir a todas las especies en la cirugía.

### Oneshots
En la serie de Terra Formars se publicó un One-shot sobre la serie que explicaba brevemente la historia del viaje del Bugs I, ya que en el primer arco solo se la nombra superficialmente y no se llega a presentar.

## Personajes

### BUGS 1
Georges Smiles
Jonhatan Red
Risa Oikawa
Kent Holland
Thomas Bellwood
Carlos Minnery

### BUGS 2
Shokichi Komachi
- País de origen: Japón
- Edad: 20 al iniciar la serie y 42 durante la expedición Annex
- Cirugía base: Avispa gigante asiática

Protagonista del Arco BUGS 2 y uno de los protagonistas del Arco Annex I. Uno de los 3 miembros japoneses de la tripulación BUGS 2 y uno de los 2 supervivientes de la tripulación.
Su experiencia, habilidad de combate y sentido de la obligación para terminar la epidemia del virus A.E. y que sin saberlo, él mismo comenzó, lo llevó a su puesto de capitán de annex I.
Ichiro Hiruma
- País de origen: Japón
- Edad: 18 años al iniciar la serie y 38 durante la expedición Annex.
- Cirugía base: Mosquito

El otro superviviente de la tripulación BUGS 2. Finalmente se convierte en el primer ministro de Japón
Nanao Akita
- País de origen: Japón
- Edad: 22 años
- Cirugía base: Mariposa de seda

Es una chica japonesa, ella se unió al proyecto Bugs para pagar las deudas de su padrastro. Su habilidad especial es cocinar con las sobras, a ella no les gusta las polillas.
Nanao tiene una altura y cuerpo normal, con el pelo negro y largo, ojos negros, un rostro joven.
Es un milagro, que con todo lo que le pasó no le dejara secuelas emocionales. Ella es una mujer encantadora y angelical, aunque tiende a hablar muy alto. Tenía a Shokichi como su mejor amigo. Ellos discuten y actúan como amantes. Todo el mundo en el BUGS2 pensó eso.
Donatello K. Davis
- País de origen: USA
- Edad: 30
- Cirugía base: Paraponera (Hormiga Bala)

Es un americano y el capitán del BUGS2. Él aspiraba a ser astronauta, pero ese camino estaba cerrado para él debido a los actos de traición de su padre contra la U-NASA. Sin embargo, fue contratado por sus habilidades y se une a los no profesionales en al misión del Bugs #2.
Donatello es un hombre alto, musculoso, con un rostro duro, una pequeña barba y el cabello rubio sentado en la parte posterior con pequeños flecos colgando de los bordes de la frente.
Donatello es un capitán normal, un hombre de acción, con buenos rasgos de liderazgo, determinación y altruismo y siempre dará su vida para proteger a los que estén bajo su tutela.
Thien
- País de origen: Tailandia
- Edad: 21
- Cirugía base: Langosta del desierto

Nació en un distrito montañoso de Tailandia en la frontera de Myanmar. Thien vivió como un niño de la calle en la ciudad después de que dejó de encontrar una amiga de la infancia que fue vendida a la edad de 10. A él le gusta la leche de soja y no hay ninguna cosa en particular que no le guste.
Thien tiene un cuerpo simple, bien formado, una cara rugosa con varias cicatrices (probablemente obtenidas durante su infancia), el pelo corto y blanco.
Thien tiene una personalidad seria, pero a pesar de esto, él es una persona compasiva, de buen corazón, como se ve cuando está buscando a su amigo de la infancia, o cuando se sacrifica y le dice a Komachi e Ichiro que utilicen la cápsula de escape de emergencia del BUGS II y vivan por él.
Zhang Ming-Ming
- País de origen: China
- Edad: 27
- Cirugía base: Mantis religiosa

God Lee
- País de origen: Israel
- Edad: 26
- Cirugía base: Escarabajo bombardero

Maria Viren
- País de origen: Rusia
- Edad: 24
- Cirugía base: Ciervo Volante Arcoíris

Victoria Wood
- País de origen: Sudáfrica
- Edad: 19
- Cirugía base: Avispa Cucaracha Esmeralda

### Annex I
Akari Hizamaru
- País de origen: Japón
- Edad: 20 años
- Cirugía base: Gusano canasta (Eumeta Japónica, especie endémica de Japón)
- Lugar en el rankin: #6

Nació con una densa contextura musculosa heredado de uno de los miembros de la tripulación BUG 2 (uno de sus padres se sometió al procedimiento insecto).
Entreno artes marciales en dojo que le pertenecía al director de un orfanato.
Se unió al proyecto ANNEX para conseguir una muestra del virus A.E para crear una vacuna.
Michelle K. Davis
- País de origen: USA
- Edad: 24
- Cirugía base: caponotus saudersi (hormiga explosiva carpintera)

Es una chica americana y la única hija de Donatello K. Davis, el capitán de la BUGS2 y una mujer sana. Al igual que Akari Hizamaru, ella no tenía muchos amigos. Ella es también una de las pocas personas, que nacieron posteriores al Procedimiento Insecto.
Michelle es una americana de cabello corto rubio y ojos azules. Ella es una mujer atractiva con un cuerpo delgado pero a su vez atlético y musculoso. Suele llevar gafas de marco inferior, y su tamaño del pecho es copa E.
Michelle es una chica muy seria, varonil y diligente la cual se toma muy en serio su trabajo. A ella no le gustan los estudiantes universitarios vivaces, le gusta comer de todo hasta llenarse y, en oposición a su comportamiento normal, tiene un lado más suave con su amor secreto por los animales lindos.
Marcos E. García
- País de Origen: México
- Edad: 16 años
- Cirugía base: Araña Cazadora

Nació en el norte de México dominado por los carteles. Vivió con su madre durante un largo tiempo, sin saber nada de su padre, solo que era un delincuente. A la edad de 6 años conoció a Alex en el lugar de trabajo de su madre.
Alex K. Stewart
- País de origen: México
- Edad: 17 años
- Cirugía base: Águila Arpía

Se trasladó a la ciudad de origen de su padre al norte de México a la edad de 7 años, después de la muerte de su madre y ahí conoció a Marcos. Ha admirado enormemente a los jugadores de las ligas mayores. Trabajo como entregador de periódico a los 12 años, pero solo ganaba salarios miserables, se unió al proyecto Annex por Sheila y para obtener su ciudadanía americana.
Sheila Levit
- País de origen: México
- Edad: 16 años
- Cirugía base: ?

Es una chica mexicana que junto con sus dos amigos de la infancia se escapó de su país por la pobreza y se unió al Proyecto Annex I para tener la ciudadanía estadounidense. Sheila es muy amable y a pesar de tener miedo siempre mantiene una actitud positiva sobre todo en tiempos de dificultades, también por respeto a su padre. Ella también es muy tímida con su amor secreto hacia Shokichi Komachi, pero no sabía cómo revelar sus sentimientos.
Nacida en el norte de México como la única hija del dueño de un taller de cuero, Sheila tuvo una infancia privilegiada en la que conoció y se hizo amiga de Marcos García y Alex Stewart a pesar de sus diversas diferencias se conviertan en grandes amigos. Un día su padre se encontró con problemas financieros y una banda sobornó a los guardias y robaron su casa antes de quemarla. Después de haber perdido todo, Sheila, primero perdió a su padre y al mismo tiempo de salir del país también perdió a su madre. Sola y sin nada, Sheila llegó a los EE. UU. y se unió al proyecto Annex I, en donde se reunió con Marcos y Alex.
Keiji Onizuka
- País de origen: Japón
- Edad: 24
- Cirugía base: Mantis marina

Cuando era niño paso gran parte de su tiempo en su casa, viendo películas de todo el mundo con su madre. Su cuerpo manejaba la pérdida de peso fácilmente, así que planeó ejercitarse para el super peso pluma y ganar el título para después conquistar la clase de peso ligero, pero abandono la idea una vez que los síntomas del desprendimiento de retina surgieron. Su caso requirió una cirugía difícil, y aunque el desprendimiento fue curado, él requirió grandes sumas de dinero para llegar al punto donde pudo recuperar su licencia.
Kanako Sanjo
- País de origen: Japón
- Edad: 19
- Cirugía base: Cola de aguja de cuello blanco (vencejo mongol)

De origen japonés, su madre era una personalidad de televisión y su padre un famoso jugador de fútbol. Al igual que sus padres, Kanako también tenía un futuro prometedor como una estrella del atletismo, pero su vida tomó un cambio a peor una vez que su padre fue descubierto usando potenciadores de rendimiento. La participación de su madre en algunos negocios turbios comenzaron a formar una grieta en Kanako generando su ida de la casa. Debido a los préstamos cada vez mayores que su familia acumuló, y la búsqueda tenaz de las autoridades, Kanako comenzó a buscar dinero para cortar sus conexiones. Por esta razón ella se unió a la misión a Marte.
Es una chica joven de contextura delgada, mediana estatura, pelo corto y ojos negros. Es copa A pero usa una talla más grande.
Yaeko Yanesegawa
- País de origen: Japón
- Edad:20
- Cirugía base: Mofeta

Criada por una madre soltera. Nunca compró artículos de moda, y fue excluida de la escuela primaria y secundaria.Queriendo convertirse en una enfermera como su madre, ella se dedicó a los estudios. Sin embargo por ese entonces ella fue atrapada por mentir acerca de su edad para conseguir un trabajo de medio tiempo.Las preparatorias ya no la aceptaron. Se convirtió en la garante de un préstamo de un hombre que decía ser su padre, y al final se unió al proyecto annex.
Jared Anderson
- País de origen: USA
- Edad: 25
- Cirugía base: Ballena Asesina

Creció en una familia normal y se graduó de una escuela secundaria local. Se enlistó en las fuerzas aéreas, donde fue asignado al área de comunicaciones.Aunque él era sociable y dedicado en su trabajo, tenía pocas habilidades para las finanzas, y fue cosechando una gran cantidad de deudas de una vida de lujurias y apuestas, forzándolo a unirse al proyecto annex.
Sylvester Asimov
- País de origen: Rusia
- Edad: 51
- Cirugía base: Cangrejo gigante de tasmania

Militar que decidió unirse al proyecto annex para salvar a su hija del mortal Virus A.E. que aflige a la Tierra. Sylvester es un hombre de mediana edad musculoso con el pelo largo de color marrón claro y una gran barba.Sylvester es un oficial y es considerado como uno de los miembros más fuertes del Annex I. Después de recibir su Procedimiento Insecto, Sylvester ganó las competencias y habilidades del cangrejo Rey de Tasmania, dándole una fuerza increíble y durabilidad que le permite tomar golpes pesados de las cucarachas sin ni siquiera ser dañado y aplastarlas fácilmente. Además es capaz de regenerar finalmente partes perdidas después de unos minutos, con poco esfuerzo.
Ivan Perepelkin
- País de origen: Rusia
- Edad. 16
- Cirugía base: Datura stramonium (Trompeta del diablo)

Es un muchacho ruso bajo la tutela de Sylvester Asimov, se unió al proyecto Annex I junto a su hermana, Elena Perepelkina, con el objetivo de encontrar una cura para el mortal Virus A.E. que afecta a la Tierra. Iván es un hombre en forma, joven con el pelo corto y de punta y una cicatriz en la cara cerca de su ojo izquierdo.
A diferencia de los otros miembros del equipo ruso, Ivan es siempre alegre y positivo. Él es de buen corazón, muy altruista, emotivo y también un poco ingenuo. Cuando la situación lo requiere, también puede ser muy serio. Tras la muerte de su hermana, también comienzan a asumir un poco de algunos de sus comportamientos.
Elena Perepelkina
- País de origen: Rusia
- Edad: ?
- Cirugía base: ?

Es una chica rusa bajo la tutela de Sylvester Asimov, se unió al proyecto Annex I junto a su hermano, Ivan Perepelkin, buscando encontrar una cura para el mortal Virus A.E. que afligen a la Tierra.Siendo todo lo contrario de su hermano, Elena tiene un comportamiento tranquilo, no habla mucho, es siempre seria y muy segura de sí misma.
Alexander Asimov
- País de origen: Rusia
- Edad: 28
- Cirugía base: Ciervo volante de Sumatra

Perdió a sus padres a una edad muy temprana debido a un ataque terrorista, y a su abuela a los cuatro años de edad. Desde entonces fue criado en un orfanato pero parece haber tenido un ambiente pobre para él.Parcialmente evita mezclar su vida privada y profesional y parcialmente porque ya hubo una mujer en su unidad con un nombre similar. Fue enrolado para la misión bajo el mando de Asimow como "Alexander".
Nina Yujik
- País de origen: Rusia
- Edad: 26
- Cirugía base: Escorpión amarillo

La más joven de 8 u 9 hermanas, nacida de padres que no se molestaron en contar cuantos hijos tenían. Lucho por la comida todos los días, entrenando su sambo en el proceso. Se unió al ejército para que de esa manera pueda tener garantizada la comida de todos los días. Tomo interés después de que Asimow conocido como un practicante de judo pero también como una leyenda en el mundo de sambo.
Aaron Yujik
- País de origen: Rusia
- Edad: 25
- Cirugía base: Ciempiés Chino Cabeza-Roja

Aaron Yujik es un hombre ruso bajo la tutela de Sylvester Asimov que se unió al anexo del proyecto junto a su esposa, Nina, de encontrar una cura para el virus mortal AE que afligen a la Tierra.Aaron es un hombre joven con el pelo negro corto y ojos grises.
Aaron es una persona imponente, y aunque no lo admitiría que ha tomado aliking a su trabajo. Él ama profundamente a su esposa estando incluso dispuestos a dar su vida por ella.
Aaron quería llegar a ser un diseñador, pero encontrar que eso solo no fue suficiente para cubrir las cuentas, y sin ningún apoyo de sus padres, se unió al ejército. Allí se levantó rápidamente a través de las filas, debido a su estructura de gran alcance, y conoce y se casó con Nina Yujik mientras tanto en la fuerza. Aunque la entrada al Proyecto Anexo de militar ruso es voluntaria en papel es algo de un proceso obligatorio en la práctica, de hecho Aaron entró en el proyecto no solo para quedarse con su esposa, sino también porque a diferencia del otro soldado de su unidad él no tiene hijos.
Sergei Seleznyov
- País de origen: Rusia
- Edad: 29
- Cirugía base: Topo de montaña japonés

Nacido de una estricta familia militar, pero odia estudiar.Se unió a la milicia como soldado a pesar de las protestas de sus padres, pero quedó impactado al saber que aun allí tenía que estudiar para ser promovido. Debido a la influencia de su familia, él se considera una persona imprudente y perezosa, pero otras personas no lo ven así en absoluto. Cuando escuchó de sus padres sobre Sylvester "superman"#dios de la guerra" Asimow, también adquirió interés y se unió a la misión de marte.
Liu Yiwu
- País de origen: China
- Edad: 42
- Cirugía base:Pulpo de aros azules

Oficial en el Annex I. Fue nombrado como el líder del escuadrón #4 chino-asiático, cuando se estrelló en Marte. Liu es un hombre muy alto, de pelo negro y una gran barba. Tiene los ojos negros y siempre usa unas gafas. Yiwu, junto con el resto de su equipo, fue dado por muerto después de que se encontraron sus "cadáveres" quemado más allá del reconocimiento. Esto resultó ser un ardid en un intento de no solo tomar el control del Annex I, sino también para hacer de China la principal superpotencia del gobierno de la Tierra. Yiwu exigió rendirse a Shokichi Komachi, Akari Hizamaru y Michelle K. Davis por lo que China podría estudiarlos y encontrar una manera de recrear sus habilidades naturales de nacimiento. Él termina peleando con Komachi, revelando que no solo mintió acerca de sus poderes (que decía ser una anaconda), pero que el suyo y el resto de los poderes de su equipo son Anti-Humano. Él lucha contra Sylvester Asimov antes de escapar de nuevo en el Annex.
Jet
- País de origen: Tailandia
- Edad:?
- Cirugía base: Camarón Pistola

Tailandés tutelado por Liu Yiwu que se unió al Proyecto Annex. Jet tiene pelo corto y negro y cada ojo de un color diferente.
Bao Zhilan
- País de origen: China
- Edad: 26
- Cirugía base: Percebe

Xi Chun-Li
- País de origen: China
- Edad: 24
- Cirugía base: Sepia Extravagante de Pfeffer

Hong
- País de origen: China
- Edad: 14 o 15
- Cirugía base: Bacteria

Dorjiberke
- País de origen: Mongolia
- Edad:
- Cirugía base:

Adolf Reinhardt
- País de origen: Alemania
- Edad: 27
- Cirugía base: Anguila Eléctrica

Ex conejillo de Indias para el U-NASA. Tras estar con la selección sub-NASA desde muy temprana edad Adolf se convirtió rápidamente en un oficial y se unió al proyecto Annex I para encontrar una cura para el mortal Virus A.E. que aflige a la Tierra.
Eva Frost
- País de origen: Alemania
- Edad: 18
- Cirugía base: Planaria

Es una chica alemana bajo la tutela de Adolf Reinhardt que se unió al proyecto Annex I para encontrar una cura para el mortal Virus A.E. que afligen a la Tierra. Eva es una chica joven con el pelo rubio largo y ojos verdes. Afirma ser copa E, pero en realidad es tres veces más grande. Eva es una buena chica alegre e ingenua. Ella también es torpe y muy emocional. Su inseguridad le hace llorar a menudo y sucumbir al pánico, pero a pesar de esto, ella también puede mostrar sorprendentemente un gran coraje y determinación.
Joseph Gustav Newton
- País de origen: Federación Romana
- Edad: 24
- Cirugía base: ?

Es de la Federación de Roma y oficial en el Annex I. Fue nombrado como el líder del equipo 6 la "Brigada Euroafricana", cuando se estrelló en Marte.
Joseph es un hombre joven con el pelo a la altura del cuello y una musculoso. Joseph ha demostrado ser un galán y un romántico. Incluso afirmó que el amor es una forma legítima de infección. Él también es un poco relajado.Mientras que sus poderes son desconocidos es lo suficientemente fuerte como para derrotar a suficientes Terraformers para hacer una pila del tamaño de una montaña con sus cuerpos. Su arma es la misma espada usada por George Smiles 43 años antes.
Wac Ericson
- País de origen: Perú
- Edad: 21
- Cirugía base: ?

Fue criado en las montañas del Perú.No tiene familiares, pero después de severos acontecimientos meteorológicos fue a Marte para pagar sus deudas

### Personajes secundarios
Alexander Gustav Newton
Kou Honda
Shichisei Hiruma

## Episodios

### Lista de episodios
| N.º | Título                        | Fecha de emisión         |
| --- | ----------------------------- | ------------------------ |
| 1   | «Síntoma»                     | 26 de septiembre de 2014 |
| 2   | «Despegue»                    | 3 de octubre de 2014     |
| 3   | «A marte»                     | 10 de octubre de 2014    |
| 4   | «Guerra»                      | 17 de octubre de 2014    |
| 5   | «Los dos mejores»             | 24 de octubre de 2014    |
| 6   | «Dos minutos»                 | 31 de octubre de 2014    |
| 7   | «Cangrejo»                    | 7 de noviembre de 2014   |
| 8   | «Anguila eléctrica»           | 14 de noviembre de 2014  |
| 9   | «Demasiado triste para morir» | 21 de noviembre de 2014  |
| 10  | «Deseo»                       | 28 de noviembre de 2014  |
| 11  | «Boxeador»                    | 05 de diciembre de 2014  |
| 12  | «Estrella fugaz»              | 12 de diciembre de 2014  |
| 13  | «Terra For Mars»              | 19 de diciembre de 2014  |

## Recepción
El volumen número 6 alcanzó el primer lugar en ventas durante la semana del 19 al 25 de agosto, con una cifra de 317,248 copias. El volumen 7 repitió el éxito de ventas durante la semana del 18 a 24 de noviembre, con más de 310,000 copias

## Película
En febrero de 2015 se anunció una adaptación cinematográfica de acción real, dirigida por Takashi Miike.La película, con el mismo nombre, se estrenó en los cines de Japón el 29 de abril de 2016.